# Дулчешть (Констанца)
Дулчешть, Дулчешті (рум. Dulcești) — село у повіті Констанца в Румунії. Входить до складу комуни 23 Аугуст.
Село розташоване на відстані 204 км на схід від Бухареста, 30 км на південь від Констанци.

## Населення
За даними перепису населення 2002 року у селі проживали 1370 осіб.
Національний склад населення села:
| Національність | Кількість осіб | Відсоток |
| -------------- | -------------- | -------- |
| румуни         | 1138           | 83,1%    |
| татари         | 224            | 16,4%    |
| турки          | 6              | 0,4%     |

Рідною мовою назвали:
| Мова      | Кількість осіб | Відсоток |
| --------- | -------------- | -------- |
| румунська | 1139           | 83,1%    |
| татарська | 223            | 16,3%    |
| турецька  | 6              | 0,4%     |